# Maxim Gorki

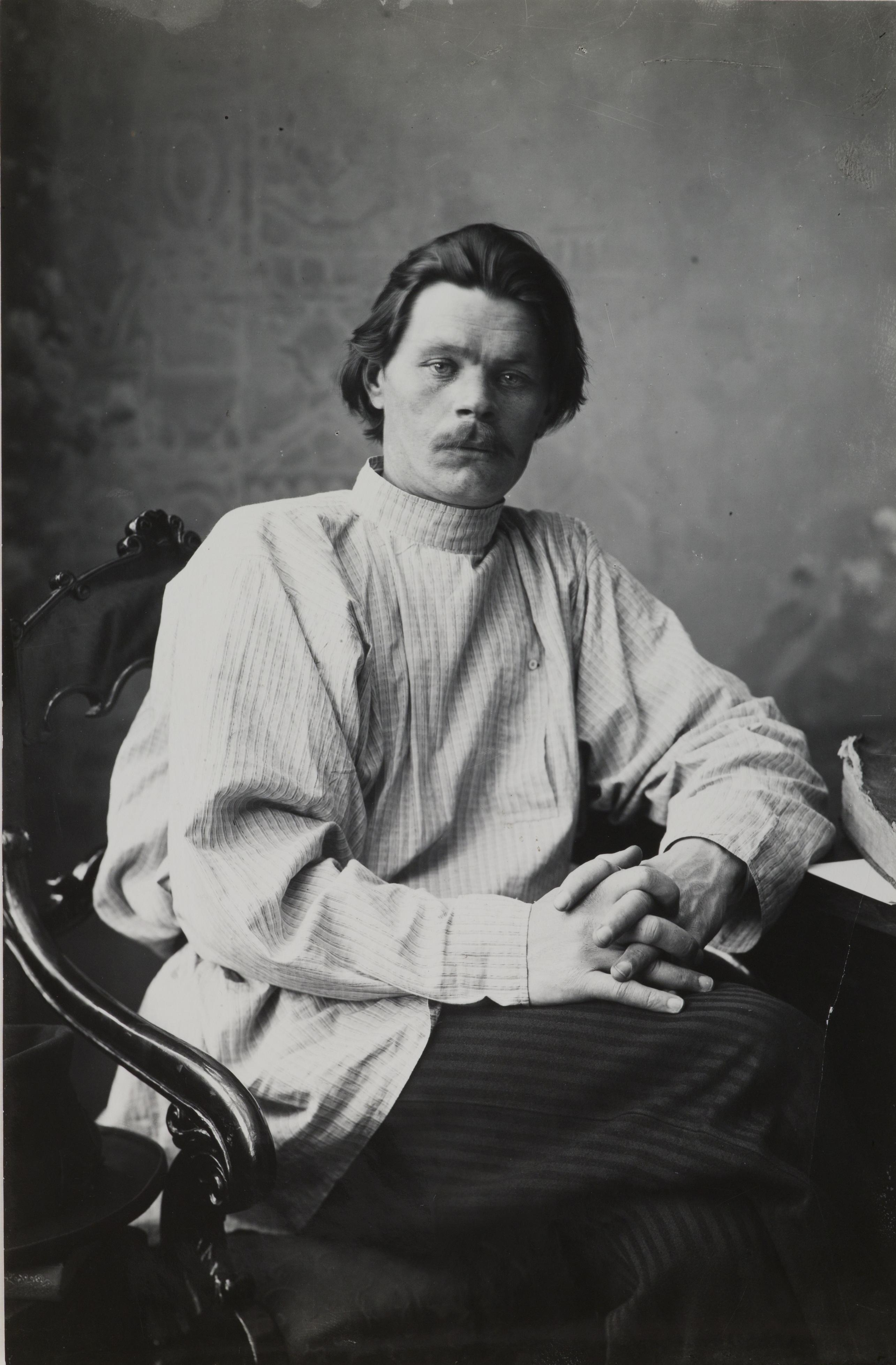
Maxim Gorki um etwa 1900

Maxim Gorki (russisch Максим Горький, wissenschaftliche Transliteration Maksim Gor’kij oder Gorkij * 16. Märzjul. / 28. März 1868greg. in Nischni Nowgorod; † 18. Juni 1936 in Gorki-10, östlich von Moskau) war ein russischer Schriftsteller. Er hieß eigentlich Alexei Maximowitsch Peschkow (russisch Алексей Максимович Пешков, Transliteration Aleksej Maksimovič Peškov, Betonung: Alexéi Maxímowitsch Peschków).

## Leben

### Kindheit und Jugend
Alexei Peschkow wuchs in ärmsten Verhältnissen auf, in einer Zeit, in der das Elend der Massen in Russland zu einem wichtigen Thema der literarischen und gesellschaftlichen Auseinandersetzung geworden war. Sein Großvater war Wolgatreidler, sein Vater Tischler. Nach dem frühen Tod des Vaters kam der junge Alexei mit seiner Mutter bei den Großeltern unter. Körperliche Gewalt innerhalb der Familie war nichts Außergewöhnliches. Als er zehn war, starb die Mutter an Tuberkulose, und der Großvater nahm ihn nach nur drei Jahren von der Schule.
Von nun an musste Peschkow selbst Geld verdienen, zunächst als Lumpensammler. Ehe er von seiner literarischen Tätigkeit leben konnte, arbeitete er unter anderem als Laufjunge, Küchenjunge, Vogelhändler, Verkäufer, Ikonenmaler, Schauermann, Bäckergeselle, Maurer, Nachtwächter, Eisenbahner und Rechtsanwaltsgehilfe.
In den späten 1880er Jahren kam er in Kasan, wo er sich erfolglos um eine Aufnahme an der Universität bemühte, erstmals mit der revolutionären Bewegung in Kontakt. Er arbeitete bei einem Bäcker, dessen Laden gleichzeitig Bibliothek eines marxistischen Geheimzirkels war.
Peschkow las viel und eignete sich als Autodidakt ein umfassendes, aber unsystematisches Wissen an. Die unüberwindliche Kluft zwischen ihm und der studierenden Jugend machte ihm schwer zu schaffen. Möglicherweise war sie der Grund für einen Selbstmordversuch im Jahr 1887, bei dem er sich in die Brust schoss; allerdings werden ebenso der Tod seiner Großeltern im selben Jahr und eine unerwiderte Liebe als Ursachen vermutet.

### Schriftsteller und politischer Aktivist

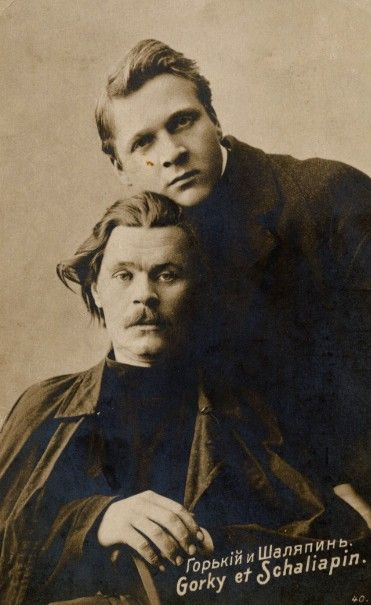
Maxim Gorki und Fjodor Schaljapin

1889 wurde die zaristische Polizei wegen seiner rebellischen Kontakte erstmals auf Peschkow aufmerksam. Im selben Jahr legte er dem Schriftsteller Wladimir Korolenko ein Poem vor und erntete eine schonungslose Kritik. Er wandte sich vorläufig von der Literatur ab und zog zu Fuß durch Russland, die Ukraine und über den Kaukasus bis nach Tiflis. Dort kam er mit Revolutionären und Studenten in Kontakt, die ihn ermunterten, seine Erlebnisse literarisch festzuhalten. Seine erste Erzählung Makar Tschudra, die am 12. September 1892 in der Provinzzeitung Kawkas erschien, unterzeichnete Alexei Peschkow mit dem Pseudonym Maxim Gorki, übersetzt: der Bittere. Von da an verwendete er dieses Pseudonym.
Gorki zog nach Samara, wo er auf Vermittlung Korolenkos eine Stelle als Journalist bei einer Provinzzeitung bekam, deren Korrektorin Jekaterina Pawlowna Wolschina er 1896 heiratete. 1897 wurden ihr Sohn Maxim Peschkow (1897–1934) und 1898 ihre Tochter Katja geboren, die fünfjährig an Meningitis starb. Nach dem Tode der Tochter trennte sich das Paar 1903.
1894 gelang ihm mit der Erzählung Tschelkasch der Durchbruch als Schriftsteller. Auch die 1898 veröffentlichten Skizzen und Erzählungen wurden ein großer Erfolg. 1901 verfasste er nach einer Studentendemonstration in Sankt Petersburg, die durch das brutale Eingreifen der Polizei in einem Massaker endete, das Lied vom Sturmvogel. Der Sturm, von dem dieser Vogel mit „der Kraft des Zorns, der Flamme der Leidenschaft und der Gewissheit des Sieges“ kündete, wurde in revolutionären Kreisen als die Revolution aufgefasst und das Poem auf einschlägigen Versammlungen vorgetragen.

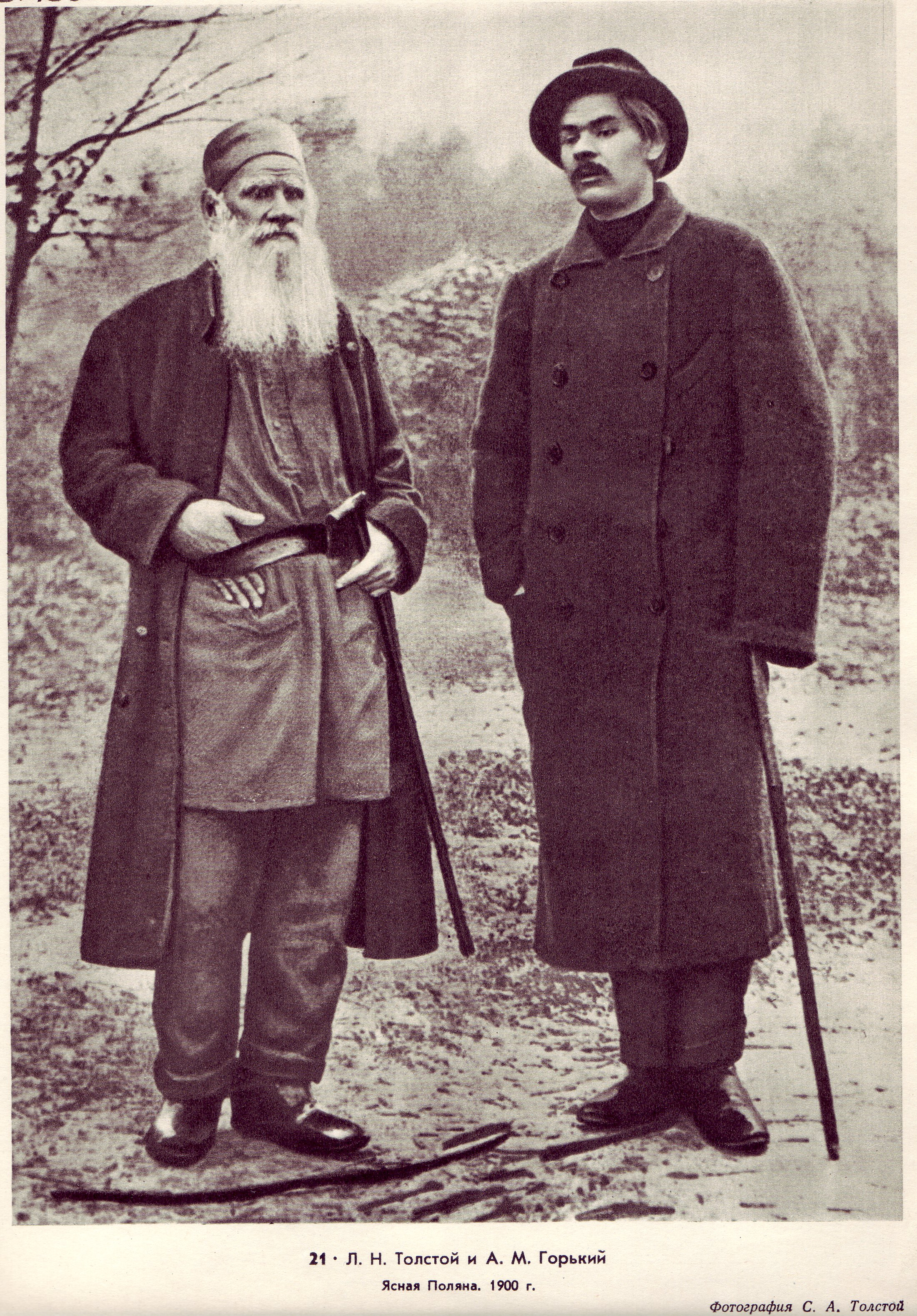
Lew Nikolajewitsch Tolstoi und Maxim Gorki um 1900

Nach dem Erfolg seiner Theaterstücke Die Kleinbürger (1901) und Nachtasyl (1902) war Gorki so populär, dass die verschiedenen Versuche des Regimes, gegen ihn vorzugehen, immer wieder Proteststürme auslösten. Gorki erhielt zum Beispiel Schlafverbot, was bedeutete, dass er nicht in Städten übernachten durfte. Während einer Reise auf die Krim, wohin er wegen der Unterzeichnung eines Traktats gegen die offizielle Darstellung der erwähnten Demonstration verwiesen wurde, bereiteten ihm seine Freunde und Verehrer – unter ihnen Fjodor Schaljapin und Iwan Bunin – in Podolsk einen triumphalen Empfang. Gegen den Beschluss Zar Nikolaus II., Gorkis Ernennung zum Ehrenmitglied der Akademie der Wissenschaften rückgängig zu machen, protestierten unter anderem Anton Tschechow und Wladimir Korolenko. Nach seinem Protest gegen das Niedermetzeln unbewaffneter Zivilisten am 9. Januarjul. / 22. Januar 1905greg., dem so genannten Petersburger Blutsonntag, wurde er in der Peter-und-Pauls-Festung inhaftiert, aber, auch nach Protesten der ausländischen Presse, wieder freigelassen. Während der Festungshaft entstand sein Drama Kinder der Sonne (1905).

### Vor der Revolution

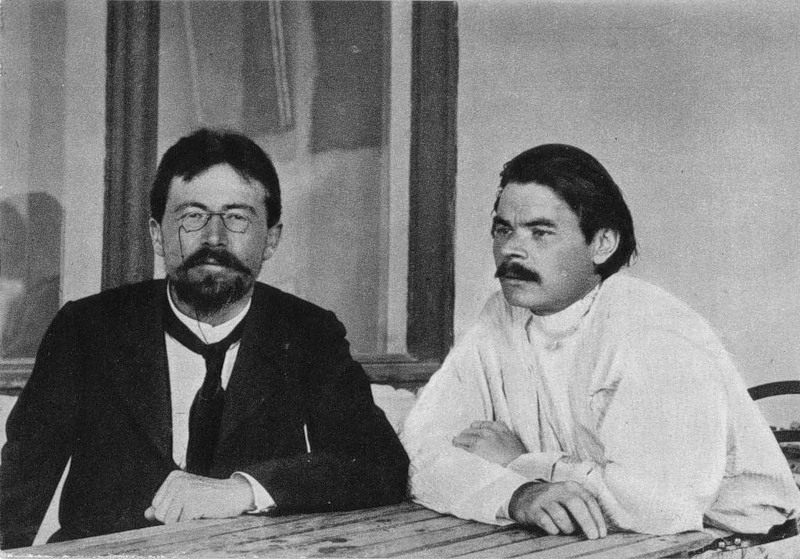
Anton Pawlowitsch Tschechow und Maxim Gorki um 1900

In der kurzen Zeit der politischen Lockerung nach der Revolution von 1905 war Gorki über Veröffentlichungen und Versammlungen unermüdlich für die Revolution tätig. Bei der Zeitung Nowaja Schisn (Neues Leben), die er mitbegründet hatte, lernte er Lenin kennen, der dort als Chefredakteur arbeitete.
Als das politische Klima wieder strenger wurde, ging er ins Ausland. In Frankreich agitierte er gegen eine Anleihe der westlichen Staaten an das nach dem Russisch-Japanischen Krieg geschwächte Russland. Als man die Anleihe doch gewährte, schrieb er das Pamphlet Das schöne Frankreich. In den USA sollte er Parteispenden sammeln, blieb aber relativ erfolglos, nachdem seine Gegner die Tatsache gegen ihn ausgespielt hatten, dass er mit seiner Begleiterin Marija Andrejewa nicht verheiratet war.
Um Geld einzusammeln, sendeten die Bolschewiki 1906 Gorki gemeinsam mit Iwan Narodni in die USA. In einem Landhaus in den Adirondack-Bergen schrieb Gorki u. a. den Roman  Die Mutter, den ihm Lenin später immer wieder als positives Beispiel seiner Literatur vorhielt und der in der Sowjetunion zum Klassiker wurde.
Nach seiner offenen Agitation gegen die Anleihe war für Gorki eine Rückkehr nach Russland nicht möglich. Er verbrachte die Jahre 1907 bis 1913 auf der Insel Capri, wo er sich allerdings ausschließlich mit russischen und revolutionären Themen beschäftigte. Er gründete mit Lenins Unterstützung eine Schule für Revolutionäre und Propagandisten, empfing zahlreiche Besucher (wie zum Beispiel Rainer Maria Rilke, Sergei Rachmaninow und Alexei Nowikow-Priboj) und beantwortete unzählige Briefe von Bürgern aus Russland, die sich mit ihren Sorgen und Hoffnungen an ihn wandten.
In diese Zeit fiel Gorkis erste Auseinandersetzung mit Lenin. Gorki, für den die Religion immer eine wichtige Rolle gespielt hat, schloss sich den Theorien der Gotterbauer um Alexander Bogdanow an, die Lenins Thesen als „Abweichung vom Marxismus“ verurteilten. Der Konflikt entspann sich vor allem um Gorkis Schrift Eine Beichte, in der er versuchte, Christentum und Marxismus zu versöhnen, und flammte 1913 erneut auf, als Gorki in einer Schrift gegen den „zersetzenden Geist Dostojewskis“ dafür plädierte, „die Gottsuche zeitweilig beiseite zu lassen“.
Eine Amnestie anlässlich des dreihundertjährigen Jubiläums des Hauses Romanow im Jahr 1913 ermöglichte Gorki, wieder nach Russland zurückzukehren.
Gorkis Skepsis gegenüber der Oktoberrevolution von 1917 war der Grund für seine zweite große Auseinandersetzung mit Lenin. Gorki war zwar grundsätzlich für eine soziale Revolution, meinte aber, dass das russische Volk dafür noch nicht reif sei; die Massen müssten erst das nötige Bewusstsein entwickeln, um sich aus ihrer Misere zu erheben. Er sprach später von seiner damaligen „Furcht, dass die Diktatur des Proletariats zur Auflösung und Vernichtung der einzigen wahrhaft revolutionären Kraft, die wir damals besaßen, führen könnte: der bolschewistischen, politisch geschulten Arbeiter. Diese Vernichtung hätte auf lange Zeit auch die Idee der sozialen Revolution selbst kompromittiert“.

### Opposition und Emigration
Gleich nach der Revolution gründete Gorki verschiedene Vereine, um dem von ihm befürchteten Verfall von Wissenschaft und Kultur entgegenzuarbeiten. Der Ausschuss zur Verbesserung der Lebensbedingungen von Gelehrten etwa sollte Angehörige der Intelligenzija unterstützen, die nach der Revolution besonders unter Hunger, Kälte und politischer Willkür zu leiden hatten.
1918 wurde die Zeitung Nowaja Schisn (Neues Leben) – nun Gorkis Plattform, in der er gegen Lenins Prawda polemisierte und Lynchjustiz und das Gift der Macht brandmarkte – verboten. 1920 wurde seine zweite Frau Marija Fjodorowna Andrejewa, eine frühere Schauspielerin, zur Kommissarin für das gesamte russische Theaterwesen und Ministerin für das ganze Theater- und Kunstwesen ernannt, während Gorki die Gelegenheit nutzte, hungernden Bürgern Kunstwerke abzukaufen.
Als einige Intellektuelle, unter anderem auch Gorki, ein Hilfskomitee für die Hungernden gründeten, wurden viele verhaftet, da Lenin eine Verschwörung argwöhnte. Lenin legte Gorki nahe, seine wieder aktive Lungentuberkulose (TBC) in einem ausländischen Sanatorium behandeln zu lassen.
Vom Dezember 1921 bis zum April 1922 wurde Gorki im Lungensanatorium St. Blasien im Schwarzwald behandelt, anschließend hielt er sich in Berlin, dann in Heringsdorf an der Ostsee auf, jetzt zusammen mit seiner neuen Lebensgefährtin Marija Budberg sowie mit seinem Sohn Maxim und seiner Schwiegertochter Alexejewa Peschkowa aus Berlin. In der dortigen Villa Irmgard (die 1948 als Maxim-Gorki-Museum eröffnet wurde) arbeitete er am dritten Teil seiner Autobiographie Meine Universitäten. Am 25. September 1922 reiste er weiter nach Bad Saarow. Von Juni bis November 1923 wohnte Gorki mit Budberg, Sohn Maxim und Schwiegertochter Timoscha in Günterstal bei Freiburg, zunächst im Hotel Kyburg, hernach in einem gemieteten Anwesen in der Dorfstraße; anschließend folgten Aufenthalte in Marienbad und Prag, bevor er sich im Frühjahr 1924 in Sorrent niederließ, nachdem ihm die faschistische Regierung Italiens nach einigem Zögern die Erlaubnis hierfür erteilt hatte.
Sein Aufenthalt in Deutschland wurde von der Sowjetischen Handelsmission finanziert, die gleichzeitig Deutschlandzentrale der Tscheka war. Dort arbeitete Gorkis zweite Exfrau Marija Fjodorowna Andrejewa, die weiter Kontakt zu ihm hielt. Sie machte ihn hier mit Pjotr Krjutschkow bekannt, der ihm bald als Sekretär diente. Auch sein ebenfalls in Berlin lebender Sohn Maxim Peschkow und seine Frau erhielten ein Stipendium der Handelsmission. Deshalb war Gorki der Exilpresse nicht ganz geheuer. Die Zeitschrift Besseda (Unterhaltung), die er mit Andrej Bely und Chodassewitsch zum Vertrieb in die Sowjetunion produzierte, durfte dort nicht eingeführt werden und scheiterte 1925.
Nach Lenins Tod im Januar 1924 kehrte Gorki nicht in die Sowjetunion zurück, da er skeptisch gegenüber Lenins Nachfolgern war und auch Maria Budberg nicht dazu bereit war. Er blieb vielmehr bis 1927 in Italien und schrieb Erinnerungen an Lenin, in denen er Lenin als den Menschen bezeichnete, den er am meisten geliebt hatte. Außerdem arbeitete er dort an den umfangreichen Romanen Das Werk der Artamonows und Das Leben des Klim Samgin.

### Sowjetischer Schriftsteller

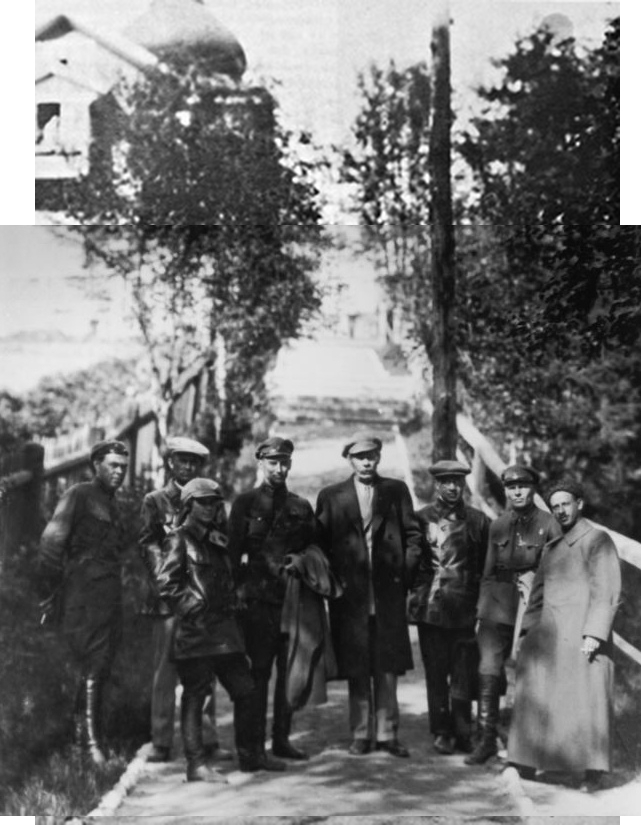
20. Juni 1929: Maxim Gorki (vierter von rechts), eingerahmt von Funktionären der sowjetischen Geheimpolizei OGPU, besichtigt das „Solowezki-Lager zur besonderen Verwendung“ (SLON)

Am 22. Oktober 1927 beschloss die Kommunistische Akademie in einer Festsitzung anlässlich von Gorkis 35-jährigem Autorenjubiläum, ihn als proletarischen Schriftsteller anzuerkennen. Als Gorki bald darauf nach Sowjetrussland zurückkehrte, wurden ihm alle möglichen Ehrungen zuteil: Gorki bekam den Leninorden und wurde Mitglied des Zentralkomitees der KPdSU. Sein sechzigster Geburtstag wurde im ganzen Land feierlich begangen, zahlreiche Institutionen, u. a. das Moskauer Künstlertheater und das Moskauer Literaturinstitut, wurden nach ihm benannt. Seine Geburtsstadt Nischni Nowgorod wurde 1932 in Gorki umbenannt. 1930 gründete er die Zeitschrift Sowjetunion.
In zahlreichen literaturwissenschaftlichen Werken der Zeit hob man jene Elemente seines Schaffens hervor, die in den Kanon des Sozialistischen Realismus passten, andere verschwieg man. Die Mutter, Gorkis einziges Werk, in dem der Held ein Fabrikarbeiter und damit ein echter Proletarier ist, sollte als Vorbild für die neue sowjetische Literatur dienen.
In diesen letzten Lebensjahren bezeichnete Gorki selbst seine frühere Skepsis der Oktoberrevolution gegenüber als Irrtum, worauf ihn der Westen als »Stalins Vorzeigeschriftsteller« bezeichnete. Auf Reisen durch die Sowjetunion bestaunte er die Errungenschaften des Fortschritts. Die Schattenseiten schien er nicht zu bemerken. Er war Redakteur des Buches über den Weißmeer-Ostsee-Kanal, in dem eine Reihe bekannter Schriftsteller das Werk hunderttausender Zwangsarbeiter als große Errungenschaft besang.
Nach einem Besuch des Sonderlagers Solowezki auf den Solowezki-Inseln am 20. Juni 1929 verfasste er, obschon er offensichtlich die Inszenierung einer wohlgeordneten Umerziehung anstelle des Schreckens des Lagers durchschaute, einen hymnischen Reisebericht in einer Artikelserie mit dem Titel Quer durch das Land der Sowjets (По Союзу Советов), der die Lebens- und Arbeitsbedingungen der Häftlinge und ihre erfolgreiche „Umschmiedung“ zu nützlichen Sowjetbürgern pries. Für das Lager Solowezki ignorierte Gorki dabei die Schilderungen eines vierzehnjährigen Jungen, der ihm bei seinem Besuch in einem einstündigen Gespräch die schrecklichen Folterungen der Insassen geschildert hatte. Der Junge wurde unmittelbar nach Gorkis Abreise erschossen.
Die meiste Zeit verbrachte Gorki in einer Villa in Moskau, wo er rund um die Uhr von Mitarbeitern des GUGB (KGB-Vorgängerorganisation) überwacht wurde. Er war – wie schon zuvor – um die Aufklärung der Bevölkerung und die Förderung junger Schriftsteller bemüht und regte 1933 an, die 1890 von dem russischen Verleger und Publizisten Florenti Fjodorowitsch Pawlenkow begründete und bis 1922 mit 198 Bänden fortgeführte, bekannte Biographien-Reihe Aus dem Leben bemerkenswerter Menschen (Жизнь замечательных людей) wieder aufzunehmen. Ebenso gründete er die Zeitschrift Literarische Lehre, die jungen Autoren das literarische Handwerk beibringen wollte.
Klaus Mann, der 1934 an einem Kongress der Sowjet-Schriftsteller in Moskau teilgenommen hatte, berichtete von einer Einladung in Gorkis Haus:

„Der Dichter, der die extreme Armut, das düsterste Elend gekannt und geschildert hatte, residierte in fürstlichem Luxus; die Damen seiner Familie empfingen uns in Pariser Toiletten; das Mahl an seinem Tisch war von asiatischer Üppigkeit. […] Dann gab es sehr viel Wodka und Kaviar.“

Gorkis Werke wurden in Deutschland 1933 verbrannt und bis 1945 aus Bibliotheken ausgesondert, z. B. Die Bettler.

### Tod und Beisetzung

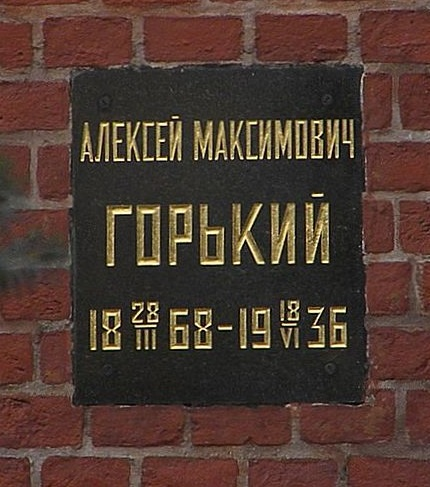
Urnengrab von Maxim Gorki

Am 18. Juni 1936 starb Gorki, seine Urne wurde in der Nekropole an der Kremlmauer in Moskau beigesetzt. Um seine Todesursache rankten sich zahlreiche Gerüchte; der Schriftsteller Gustaw Herling-Grudziński stellte die unterschiedlichen Versionen 1954 in dem Essay Die sieben Tode des Maxim Gorki zusammen. Im dritten Moskauer Schauprozess von 1938 wurde der in Ungnade gefallene ehemalige NKWD-Chef Genrich Jagoda unter anderem beschuldigt, die Ermordung Gorkis und zuvor die Ermordung von Gorkis Sohn Maxim († 1934) durch medizinische Fehlbehandlung veranlasst zu haben. Gorkis Sekretär und zwei seiner Ärzte wurden deswegen ebenso verurteilt und erschossen. Noch in den 1980er Jahren fanden sich in Literaturlexika als wahrscheinliche Todesursache „Ermordung durch sowjetischen Staatssicherheitsdienst“. Heute wird jedoch überwiegend von einem natürlichen Tod als Folge des bereits angegriffenen Gesundheitszustands Gorkis ausgegangen.

## Darstellung Gorkis in der bildenden Kunst (Auswahl)
- Paul Betyna: Maxim Gorki (Tafelbild, Öl; um 1953)[17]
- Karl Lemke: Maxim Gorki. Begründer des sozialistischen Realismus (Statue, Bronze, um 1962)[18]
- Ilja Jefimowitsch Repin: Porträt Maxim Gorki (1899, Öl, 76 × 58 cm)[19]
- Johannes Friedrich Rogge: Maxim Gorki (Büste, Bronze, 1950)[20]

## Filme über Gorki
Mark Donskoi verfilmte von 1938 bis 1940 Gorkis Biografie in der Trilogie Gorkis Kindheit, Unter fremden Menschen  und Мои университеты (Moi uniwersitety). Der Autor wurde zunächst von Alexei Ljarski und im dritten Film von Nikolai Walbert dargestellt.

## Werke
- Gesammelte Werke in Einzelausgaben. 17 Bände. Malik-Verlag, Berlin 1926–1929.
- Gesammelte Werke in Einzelbänden. Hrsg. von Eva Kosing und Edel Mirowa-Florin. 23 Bände. Aufbau-Verlag, Berlin und Weimar 1965–1982.

### Romane
- Foma Gordejew (Фома Гордеев) (1899)
- Drei Menschen (Трое) (1900–1901)
- Die Mutter (Мать, 1906–1907)
- Matwej Koschemjakin (Жизнь Матвея Кожемякина, 1910)
- Das Werk der Artamonows (Дело Артамоновых, 1925)
- Das Leben des Klim Samgin (Жизнь Клима Самгина, 1925–1936)

### Novellen
- Pawel, der arme Teufel (Горемыка Павел, 1894)
- Der Spitzel (Titel der Ausgaben in russischer Sprache: Das Leben eines unnützen Menschen, Жизнь ненужного человека, 1907)
- Eine Beichte (Исповедь, 1908)
- Ein Sommer (Лето, 1909)
- Das Städtchen Okurow (Городок Окуров, 1909)

### Erzählungen (Auswahl)
- Makar Tschudra (Макар Чудра, 1892)
- Tschelkasch (Челкаш, 1894)
- Mein Weggefährte (Мой спутник, 1894)
- Das Lied vom Falken (Песня о Соколе, 1895)
- Die alte Isergil (Старуха Изергиль, 1895)
- Die Ausfahrt (1895)
- Die Holzflößer (1895)
- Einige Tage in der Rolle des Redakteurs einer Provinzzeitung (1895)
- Wie Semaga gefangen wurde (1895)
- Der Chan und sein Sohn (1896)
- Der Leser (1896)
- Der Schornsteinfeger (1896)
- Warenka Olessowa (Варенька Олесова, 1896)
- Die Eheleute Orlow (Супруги Орловы, 1897)
- Gewesene Leute (Бывшие люди, 1897)
- Malwa (Мальва, 1897)
- Der Tunichtgut (Озорник, 1897)
- Konowalow (Коновалов, 1897)
- Kain und Artjom (Каин и Артём, 1898)
- Sechsundzwanzig und eine (Двадцать шесть и одна, 1899) (Digitalisat)
- Lied vom Sturmvogel (Песня о буревестнике, 1901)
- Der 9. Januar (9 января, 1907)

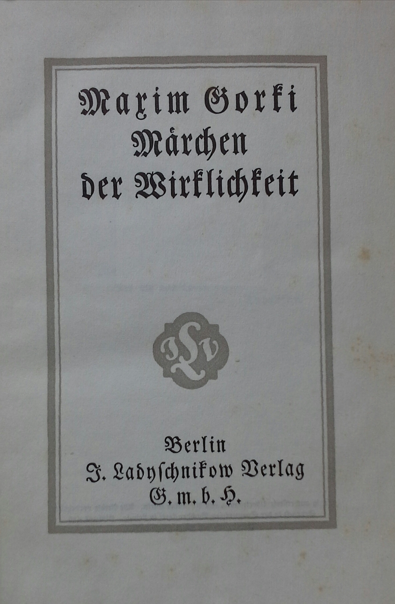
Die deutschsprachige Ausgabe der "Märchen der Wirklichkeit"

- Die deutschsprachige Ausgabe der "Märchen der Wirklichkeit"Italienische Märchen (1911–1913, Zyklus; deutsch als Märchen der Wirklichkeit im J. Ladyschnikow Verlag, Berlin; Übersetzung von Alexander Stein)
- Die Kinder aus Parma (Дети Пармы, 1911)
- Durch Russland (По Руси, 1912–1917, Zyklus)
  - Graue Gespenster (Страсти-мордасти, 1913)
- Erzählungen 1922–1924 (Рассказы 1922—1924 годов, 1925, Zyklus)

### Dramen (Auswahl)
- Die Kleinbürger (Мещане, 1901), Uraufführung 1902 St. Petersburg
- Nachtasyl (На дне, 1902) oder Am Boden, Uraufführung 1902 Moskau
- Sommergäste (Дачники, 1904), Uraufführung 1904 St. Petersburg
- Kinder der Sonne (Дети солнца, 1905), Uraufführung 1905 St. Petersburg
- Barbaren (Варвары, 1905), Uraufführung 1906 Kursk; J.H.W. Dietz Nachfolger, Stuttgart 1906.
- Die Feinde (Враги, 1906), Uraufführung 1906 Berlin
- Die Letzten (Последние, 1908), Uraufführung 1910 Berlin (Deutsches Theater, Regie: Max Reinhardt)
- Sonderlinge, Uraufführung 1910 St. Petersburg
- Wassa Schelesnowa (Васса Железнова, 1910) Zweite Fassung 1935, Uraufführung 1911 Moskau
- Falschgeld (Фальшивая монета, 1913), Uraufführung 1928 Rom
- Die Familie Sykow (Зыковы, 1913), Uraufführung 1918 Petrograd
- Der Alte (Старик, 1915), Uraufführung 1919 Moskau
- Jegor Bulytschow und andere (Егор Булычов и другие, 1931), Uraufführung 1932 Moskau und Leningrad,
- Dostigajew und andere (Достигаев и другие, 1932), Uraufführung 1933 Leningrad

### Autobiografische Schriften
- Meine Kindheit (Детство) (1913/1914)
- Unter fremden Menschen (В людях) (1915/1916)
- Meine Universitäten (Мои университеты) (1923)
- Tagebuchnotizen (Заметки из дневника, 1924)

## Ehrungen

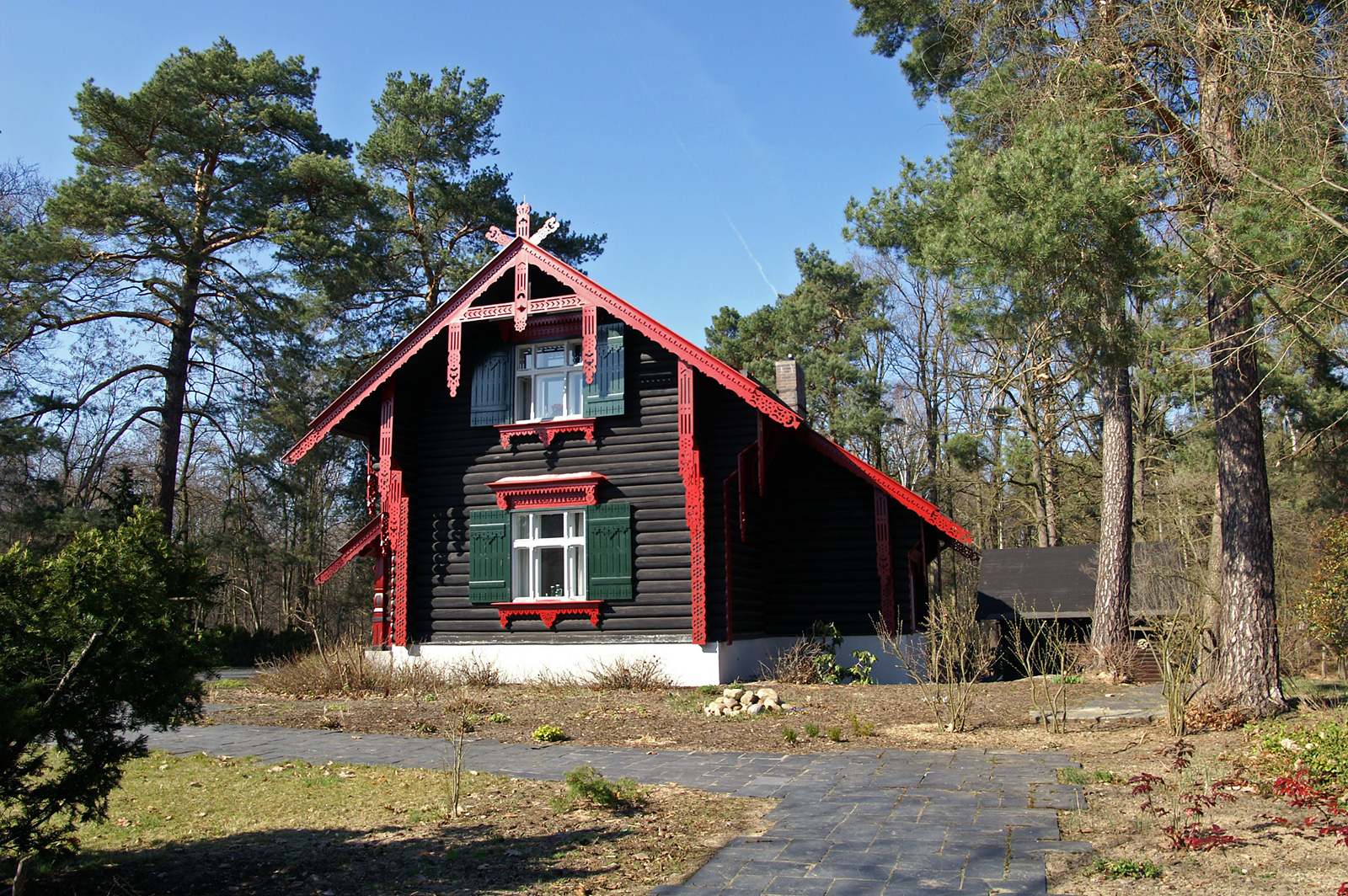
Gorki-Haus in Bad Saarow

- 1902 und 1917 wurde er zum Ehrenmitglied der Russischen Akademie der Wissenschaften gewählt.[22]
- 1932 wurde seine Geburtsstadt in Gorki umbenannt. 1990 bekam sie ihren alten Namen, Nischni Nowgorod, zurück.
- Maxim-Gorki-Theater in Berlin (beheimatet in der ehemaligen Wirkungsstätte der Sing-Akademie zu Berlin; 1952 im sowjetischen Sektor Berlins gegründet)
- Es gab auch ein sowjetisches Kreuzfahrtschiff namens „Maxim Gorkiy“.
- Von 1936 bis 1999 hieß die Universität Charkiw nach ihm AM Gorki Charkow Staatliche Universität
- Von 1932 bis 1990 hieß die Moskauer Twerskaja-Straße Gorki-Straße.
- In der DDR wurden zahlreiche Straßen nach Gorki benannt.
- Am 31. Juli 1947 wurde im französischen Sektor Berlins eine Gorkistraße gewidmet, die ihren Namen bis heute trägt.[23]
- Der Gorki-Park in Moskau wurde nach ihm benannt.[24]
- Der Gorki-Rücken in der Antarktis trägt ebenso seinen Namen.

## Zitate

### Zitate über Gorki
„Ich glaube, dass eine Zeit kommen wird, wo das Werk Gorkis vergessen ist, aber es ist zweifelhaft, ob man auch in tausend Jahren den Menschen Gorki vergessen wird können.“

„Wer das Werk Gorkis kennt, der kennt das russische Volk von heute und in ihm Not und Entbehrung aller Gedrückten, er weiß aus miterkennender Seele ebenso ihr letztes, seltenstes und leidenschaftlichstes Gefühl wie ihr tägliches ärmliches Dasein.“

### Zitate von Gorki
„Faschismus ist der letzte Versuch der Bourgeoisie, ihre Macht über die Welt zu festigen.“

## Bibliographien
- Erwin Czikowsky, Ilse Idzikowski, Gerhard Schwarz: Maxim Gorki in Deutschland. Bibliographie 1899–1965. Veröffentlichungen des Instituts für Slawistik, Berlin 1968. (=Sonderreihe Bibliographie 2)

## Verfilmung
- 1926: Die Mutter, Regie: Wsewolod Pudowkin
- 1955: Die Mutter, Regie: Mark Donskoi
- Deutsch: Das Werk der Artamanows, russisch Delo Artamonowych, polnisch Artamonow i synowie. s/w., Regie: Grigori Roschal; Drehbuch Sergei Jermolinski. Produktion Mosfilm 1941, deutsche Urauff. 7. Oktober 1947, Kurzrez. Der Film illustriert Gorki. In: Der Spiegel. Nr. 39, 1947 (online).
- 1967: Sommergäste (Datschniki)
- 1973: Jegor Bulytschow und andere (Jegor Bulytschow i drugije)
- 1976: Sommergäste
- 1983: Wassa (Wassa) nach Wassa Schelesnowa